# Pizza Capers
Pizza Capers — мережа і франшиза фаст-фуду в Австралії, яка продає піцу та страви італійської кухні, офіс базується в штаті Квінсленд. Pizza Capers має понад 110 магазинів по всій Австралії, розташовані в столиці Австралії, Новому Південному Уельсі, Квінсленді, Тасманії та Вікторії. Компанія також розширилася на міжнародному рівні відкривши магазини в Сінгапурі. Мережа належить материнській компанії Retail Food Group.